# Nymphaea lotus

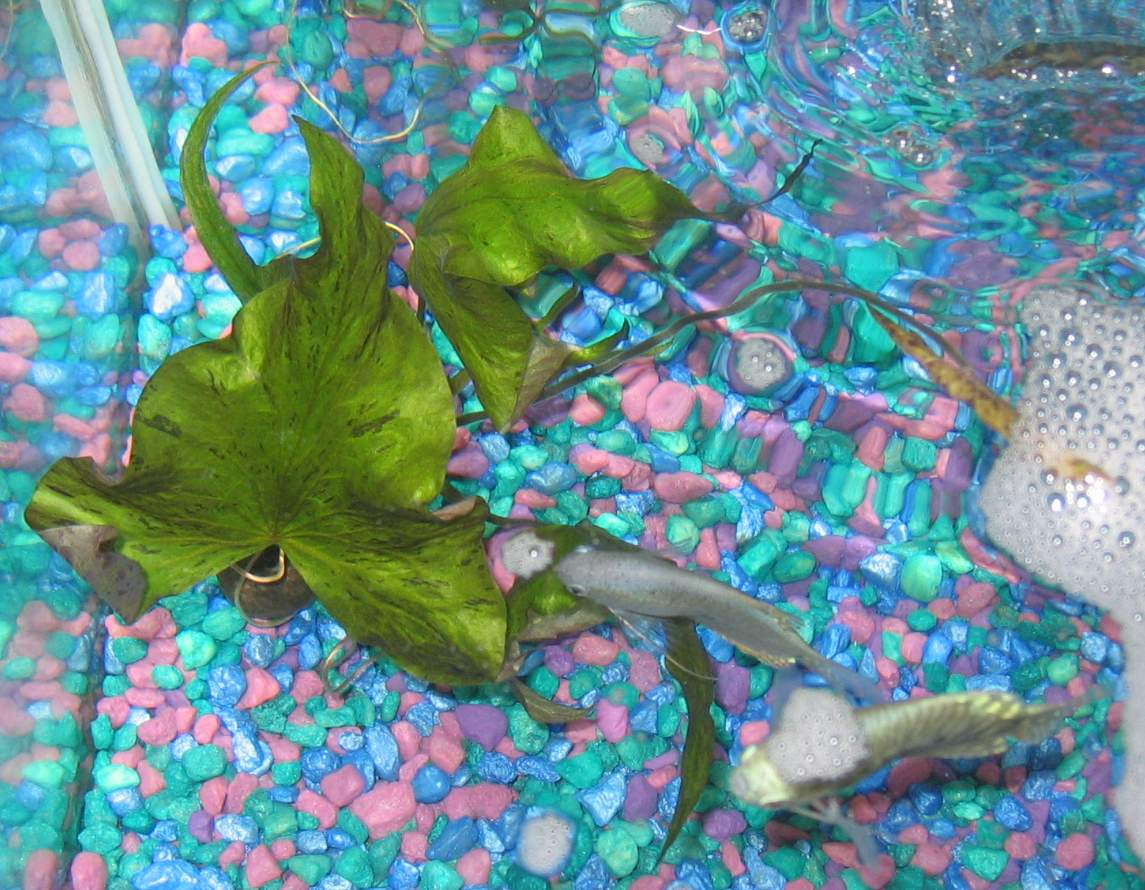
Nymphaea lotus dentro de um aquário

Nymphaea lotus, conhecida popularmente como nenúfar-branco, lótus-branco, lótus-do-egipto, loto-sagrado-do-egito e lótus-sagrado-do-egito, é uma planta aquática com flor pertencente à família Nymphaeaceae. É natural do leste de África e Sudeste asiático, onde tem preferência por águas paradas, límpidas, mornas e ligeiramente ácidas. 

## Descrição
Esta espécie de nenúfar possui folhas que se encontram submersas e outras que flutuam à tona de água. Tem um hábito perene e pode crescer até os 45 cm de altura. As folhas são arredondadas, denteadas e escavadas na base. Os botões florais sobem acima do nível da água e, só então, florescem. A sua flor branca, por vezes tingida de rosa, é conhecida por abrir durante a noite e fechar de manhã, mantendo-se assim até ao anoitecer. As flores podem atingir até 25 centímetros de diâmetro. Restos de flores desta espécie foram encontrados na câmara funerária de Ramessés II. Os seus frutos, conhecidos como zimbório, são comestíveis.

## Utilização
A Nymphaea lotus é, por vezes, utilizada como uma planta de lago em jardins e também em aquários. Pode ser utilizada tanto devido à beleza de sua folhagem como à beleza de suas flores. No caso dos aquários, alguns amantes preferem cortar as folhas flutuantes, mantendo apenas a folhagem subaquática.